# Administrativní dělení Kamerunu

Regiony v Kamerunu

Kamerun je rozdělen do deseti regionů:
| Číslo na mapě | Region         | Francouzsky  | Hlavní město | Počet obyvatel (2005) | Počet obyvatel (2013) | Rozloha (km²) | Hustota zalidnění (/km2) |
| ------------- | -------------- | ------------ | ------------ | --------------------- | --------------------- | ------------- | ------------------------ |
| 1             | Adamawa        | Adamaoua     | Ngaoundéré   | 884,289               | 1,131,978             | 63,701        | 8                        |
| 2             | Centrální      | Centre       | Yaoundé      | 3,098,044             | 3,919,828             | 68,953        | 24                       |
| 3             | Východní       | Est          | Bertoua      | 771,755               | 824,204               | 109,002       | 5                        |
| 4             | Daleko severní | Extrême-Nord | Maroua       | 3,111,792             | 3,803,138             | 34,263        | 54                       |
| 5             | Littoral       | Littoral     | Douala       | 2,510,263             | 3,174,437             | 20,248        | 67                       |
| 6             | Severní        | Nord         | Garoua       | 1,687,959             | 2,311,179             | 66,090        | 13                       |
| 7             | Severozápadní  | Nord-Ouest   | Bamenda      | 1,728,953             | 1,900,547             | 17,300        | 69                       |
| 8             | Jižní          | Sud          | Ebolowa      | 634,555               | 761,099               | 47,191        | 8                        |
| 9             | Jihozápadní    | Sud-Ouest    | Buea         | 1,316,079             | 1,481,433             | 25,410        | 34                       |
| 10            | Západní        | Ouest        | Bafoussam    | 1,720,047             | 1,865,394             | 13,892        | 97                       |